# Friday Ekpo
Friday Ekpo (Surulere, Nigeria, 13 de agosto de 1969) es un exfutbolista de Nigeria que jugaba en la posición de centrocampista.

## Carrera

### Club
| Periodo   | Club                 |
| --------- | -------------------- |
| 1984      | Leventis United      |
| 1985      | Abiola Babes         |
| 1986–1987 | Leventis United      |
| 1988–1990 | Iwuanyanwu Nationale |
| 1991–1993 | Mbilinga FC          |

### Selección nacional
Jugó para Nigeria en 24 ocasiones de 1988 a 1993 y anotó cinco goles; y participó en la Copa Africana de Naciones 1992.

## Logros
- Liga Premier de Nigeria (4): 1986, 1988, 1989, 1990
- Copa de Nigeria (4): 1984, 1985, 1986, 1988
- Supercopa de Nigeria (1): 1984